# Łęki (Kęty)
Łęki (deutsch Lenki) ist eine Ortschaft mit einem Schulzenamt der Gemeinde Kęty im Powiat Oświęcimski der Woiwodschaft Kleinpolen, Polen.

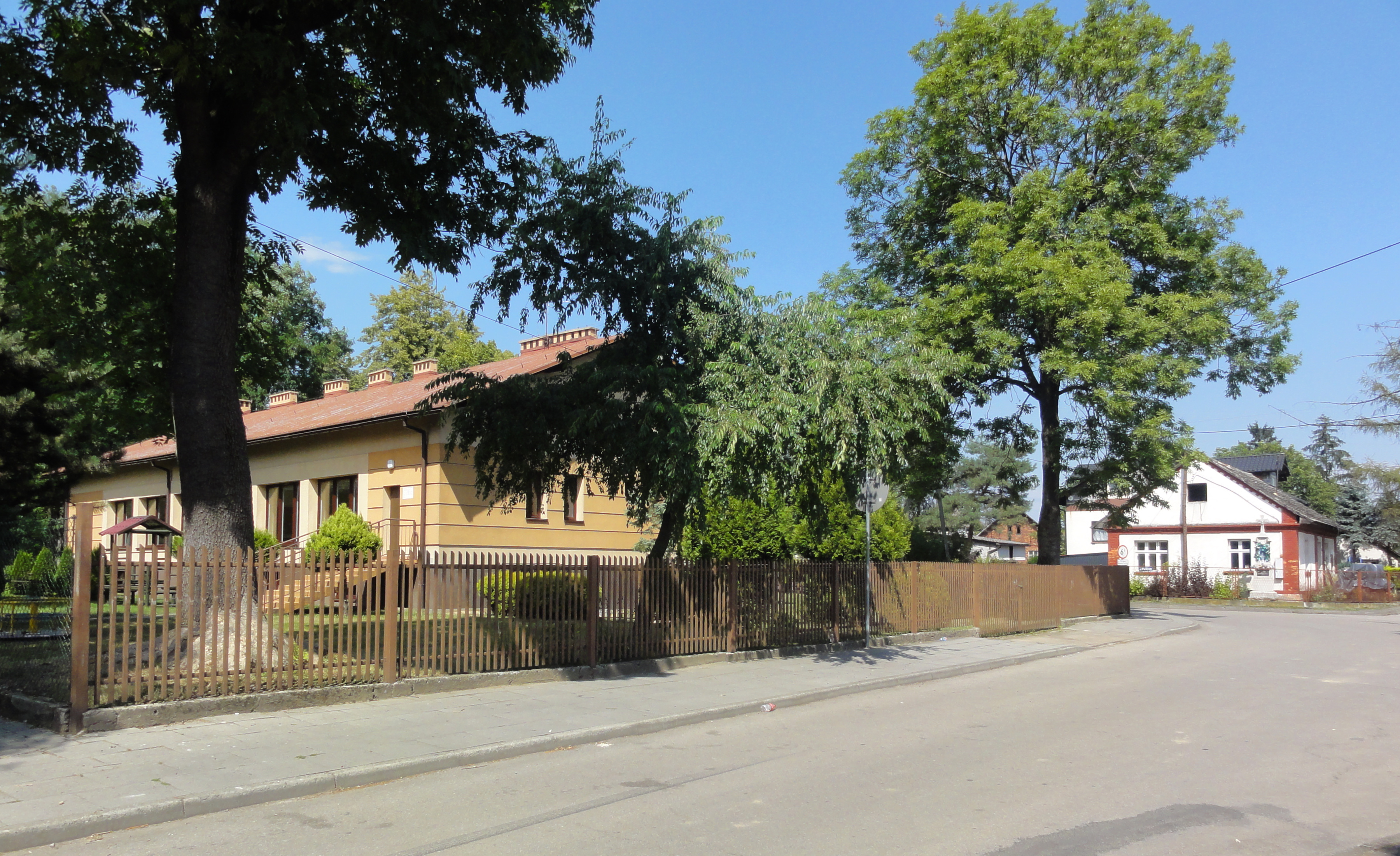
Dorfzentrum

## Geografie
Łęki liegt im Auschwitzer Becken (Kotlina Oświęcimska) am rechten Ufer der Soła.
Das Dorf hat eine Fläche von etwa 380 ha.
Nachbarorte sind Zasole im Westen, Grojec im Norden, Osiek im Osten, Bielany im Süden.

## Geschichte
Der Ort wurde 1404 erstmals urkundlich als Lanky erwähnt. Der Name bedeutet auf Deutsch Wiesen, (polnisch łąki, in der lokalen Mundart oft łęki oder łenki ausgesprochen).
Politisch gehörte das Dorf ursprünglich zum Herzogtum Auschwitz, unter der Lehnsherrschaft des Königreichs Böhmen. Im Jahre 1457 wurde das Herzogtum mit dem Dorf Lanky vom polnischen König abgekauft. 1564 wurde Łęki als Teil des neuen Kreises Schlesien der Woiwodschaft Krakau an das Königreich Polen, ab 1569 die polnisch-litauische Adelsrepublik, völlig inkorporiert.
Bei der Ersten Teilung Polens kam Łęki 1772 zum neuen Königreich Galizien und Lodomerien des habsburgischen Kaiserreichs (ab 1804). Ab 1782 gehörte das Dorf zum Myslenicer Kreis (1819 mit dem Sitz in Wadowice). Nach der Aufhebung der Patrimonialherrschaften bildete es eine Gemeinde im Bezirk Biała.
1918, nach dem Ende des Ersten Weltkriegs und dem Zusammenbruch der k.u.k. Monarchie, kam Łęki zu Polen. Unterbrochen wurde dies nur durch die Besetzung Polens durch die Wehrmacht im Zweiten Weltkrieg. Es gehörte dann zum Landkreis Bielitz im Regierungsbezirk Kattowitz in der Provinz Schlesien (seit 1941 Provinz Oberschlesien).
Bis 1952 Zasole war ein Weiler von Łęki.
Von 1975 bis 1998 gehörte Łęki zur Woiwodschaft Bielsko-Biała.